# Duisburger Platt
Duisburger Platt (Düsbergsch Platt), auch Duisburger Mundart genannt, zählt man zum Niederfränkischen, zu dem auch das Niederländische gehört.
Duisburger Platt gilt mittlerweile als ausgestorben.
Mittlerweile spricht man im Duisburger Raum einen Ruhrgebietsregiolekt mit niederrheinischer Prägung.

## Herkunft
Mit Beginn des 3. Jahrhunderts griffen fränkische Stämme von der rechten Rheinseite auf die linke Rheinseite und drangen in die von Römern und Galloromanen besiedelten Gebiete.
Das heutige Niederfränkische leitet sich wie das Süd- und Mittelfränkische von diesen am Rhein ansässigen und nach Westen expandierenden Franken ab.

Rheinmaasländisches Gebiet in Belgien, den Niederlanden und Deutschland

## Sprachliche Entwicklung im Rhein-Ruhr-Mündungsgebiet
Im Rhein-Ruhr-Mündungsbiet, das zum Herzogtum Kleve, dem frühmittelalterlichen ehemaligen Duisburg-Gau, gehörte, sprach man bis ins 16. Jahrhundert niederfränkische Dialekte.
Vom Duisburger Geistlichen Johann Wassenberch liegt eine schriftliche Chronik der Verschriftlichung dieser Sprache aus dem 15. und 16. Jahrhundert vor. So schrieb er über den Geldernkrieg des Jahres 1502:
„Die van Wesel voirden dat gelresche veynken myt yn, die van Emerick des hartogen van Gelre syn pert. Et ys der bonter koe dair wail gelongen, den gelreschen varr bracht sy yn groet verdreyt. Drie slangen synt mede to Wesel gespronghen, des en konden die Gelreschen gekeren nyet.“
(„Die Weseler eroberten das Banner der Geldernschen, die Emmericher des Herzogs Pferd. Da gelang es der bunten Kuh, den geldernschen Stier in die Enge zu treiben. Drei Kanonen wurden nach Wesel gebracht, das konnten die Geldernschen nicht verhindern“).
Mit dem Zusammenschluss der Herzogtümer Jülich, Kleve und Berg, der Herrschaft Ravenstein sowie der westfälischen Grafschaften Mark und Ravensberg im Jahre 1521 machte sich sprachlich immer mehr mitteldeutscher (kölnischer) Einfluss bemerkbar.
Ursprünglich übten die Grafen von Berg die Schutzherrschaft über die Reichsstadt Duisburg, bis 1290 Rudolf von Habsburg die Stadt seinem Schwiegersohn Dietrich von Kleve verpfändete. Durch die Vereinigung mit Kleve zeigte die ursprünglich bergische Mundart südlich der Ruhr immer mehr kleverländische Einflüsse.
1666 kamen Duisburg und Kleve endgültig an Brandenburg, das spätere Preußen. Es entstand am Niederrhein ein Übergangsraum zwischen dem Niederländischen und der deutschen Sprache.
Die Mundarten wandelten sich und nahmen immer mehr rheinfränkische, aber auch westfälische Elemente auf. Während die kleverländischen Mundarten im Norden und Westen des Dialektgebietes noch viele Charakteristika des Niederländischen aufwiesen, schwanden diese im Süden. Es entstanden im Rhein-Ruhr-Mündungsgebiet Mundarten, die einerseits mehr unter westfälischem Einfluss standen wie beispielsweise jene in Sterkrade, Hamborn und in Dinslaken gesprochenen Mundarten und die andererseits mehr unter ripuarischen Einfluss standen (Ruhrorter Platt, Meidericher Platt, Duisburger Platt, Mölmsch (Mülheim an der Ruhr), das Grafschafter Platt im Raum Moers). Im nordöstlich von Duisburg gelegenen und dünn besiedelten Gebiet des heutigen Stadtzentrums von Oberhausen, in der Bauernschaft Lirich und in der Lipper Heide, die beide zur Bürgermeisterei Borbeck gehörten, sprach man eine westfälische Mundart (Borbecksch Platt).
Duisburger Platt wurde südlich der Ruhr gesprochen, innerhalb der Grenzen des heutigen Stadtbezirks Duisburg-Mitte und in Wanheim-Angerhausen. Südlich dieses Gebietes, in den ehemals bergischen Orten und heutigen zum Stadtbezirk Duisburg-Süd gehörigen Stadtteilen Huckingen, Mündelheim, Serm und Rahm, sprach man südniederfränkische Mundarten, die dem Düsseldorfer Platt ähnelten.
| Ruhrorter Platt (Kleverländisch)    | Meidericher Platt (Kleverländisch)   | Borbecksch (Südwestfälisch) |
| Grafschafter Platt (Kleverländisch) | Windrose                             | Mölmsch (Bergisch)          |
| Sermer Platt (Südniederfränkisch)   | Huckinger Platt (Südniederfränkisch) | Mölmsch (Bergisch)          |

Das Duisburger Platt nahm eine Sonderstellung am rechten Niederrhein ein, da es sich von den Mundarten des Kleverländischen nördlich der Ruhr in Wortschatz und Aussprache unterschied und einen Sprachstand zwischen den kleverländischen, bergischen und anderen südniederfränkischen Mundarten einnahm.

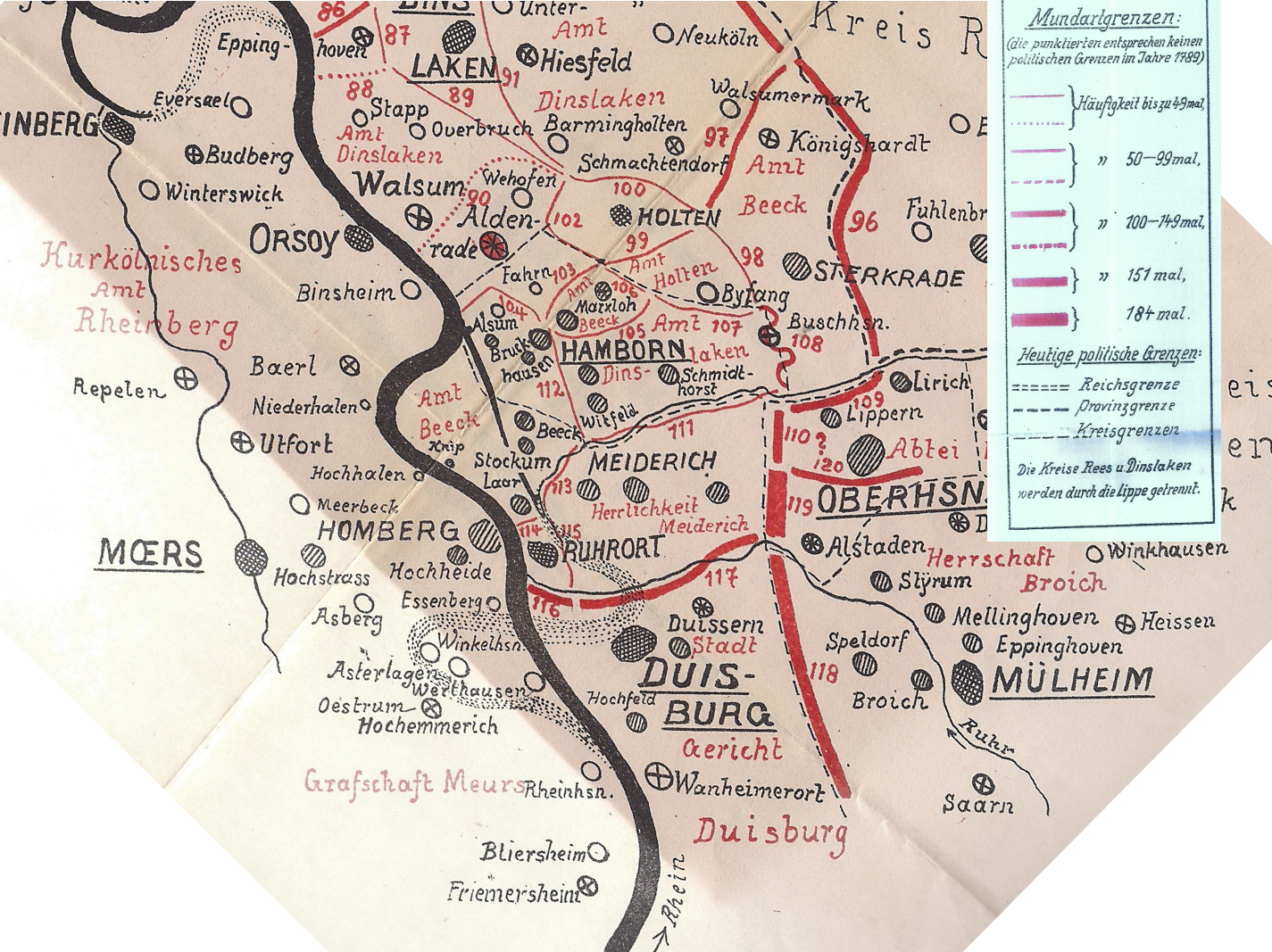
Mundarten an der Grenze zwischen dem kleverländischen und bergischen Mundartraum Anfang des 20. Jahrhunderts.

So stellte der Sprachwissenschaftler Heinrich Neuse in seinen Untersuchungen am Anfang des 20. Jahrhunderts fest, dass das Duisburger Platt zum kleverländischen Hauptmundartgebiet „bis zu 149“ Unterschiede und zum bergischen Hauptdialektgebiet 151 Unterschiede aufwies. Mit der Eingemeindung der Städte Ruhrort und Meiderich im Jahre 1905 und der Stadt Hamborn sowie der Eingemeindung ursprünglich zum Kreis Düsseldorf gehörenden Orten der Bürgermeisterei Angermund im Jahre 1929 gab es so mehrere Mundartgebiete, die in einer Stadt vereinigt waren.
Das Verschwinden der Mundarten im Rhein-Ruhr-Mündungsgebiet zeichnete sich bereits in den 1950er Jahren ab und war spätestens in den 1970er Jahren abgeschlossen. Langsam setzte sich die Entwicklung zu einem Ruhrdeutsch niederrheinischer Prägung durch. Die sprachlichen Unterschiede zwischen Norden und dem Süden der Stadt, die durch die historische Mundartscheide entstanden sind, kann man allerdings heute noch bei der älteren Bevölkerung beobachten.

## Sprachliche Charakteristik
Das Duisburger Platt hat die zweite Lautverschiebung (auch: hochdeutsche oder althochdeutsche Lautverschiebung) nicht mitgemacht. Diese Lautverschiebung ist ein Lautwandel im Bereich des Konsonantensystem, der im Frühmittelalter die hochdeutschen Dialekte entstehen ließ, die sich dadurch von den niederfränkischen und niederdeutschen Mundarten in einem gemeinsamen Dialektkontinuum unterschieden. So sind im Duisburger Platt die ursprünglichen altgermanischen Konsonanten p, t und k erhalten geblieben:
- Duisburger Platt: schlohpe - Hochdeutsch: schlafen
- Duisburger Platt: Stroot – Hochdeutsch: Straße
- Duisburger Platt: maken - Hochdeutsch: machen

Auch die sogenannte zweite Phase der Hochdeutschen Lautverschiebung, bei der p, t, k zu pf, ts (z) und ch wurden, wurde nicht vollzogen:
- Duisburger Platt: Appel – Hochdeutsch: Apfel
- Duisburger Platt: Tid – Hochdeutsch: Zeit
- Duisburger Platt: ek, uk – Hochdeutsch: ich, auch

Erhalten geblieben ist auch altgermanisches d:
- Duisburger Platt: Desch, dohn – Hochdeutsch: Tisch, tun

### Rheinische Schärfung und kleverländischer Akzent
Im Ripuarischen und Limburgischen bezeichnet man die für diese Dialekte typischen Tonakzente als „rheinische Schärfung“.
Der Akzent wird im übrigen deutschen und niederländischen Sprachraum als „typisch rheinische“ Intonation oder „rheinischer Singsang“ wahrgenommen.

#### Tonakzent 1 und Tonakzent 2
Es gibt zwei Tonakzente, den Tonakzent 1 und den Tonakzent 2.
Tonakzent 1 ist der geschärfte (rheinische) „Stoßton“, Tonakzent 2 der ungeschärfte „Schleifton“.
Bei den geschärften Wortsilben (Tonakzent 1) erfolgt ein abrupter Druckabfall. Die Sonoranten (Vokale oder folgende „Dauerlaute“) enden dabei mit einem Abbruch der Kehlkopfschwingungen und einer starken Abnahme des Schalldrucks.
Der Sprachwissenschaftler Rudolf Plagen beschreibt den ersten Tonakzent wie folgt:
 „der betreffende Laut (wird) von dem Moment seines Eintretens mit vollem, energischen Exspirationsdruck gebildet, bei starkem Vibrieren der Stimmbänder, plötzlich in jähem Fall den Exspirationsdruck verliert: die Stimmbänderschwingungen hören mit einem plötzlichen Ruck auf, und der folgende Laut erfolgt rein als Artikulation der Mundorgane, ohne dass Exspiration und Stimmbänderschwingung Zeit hätten, wieder einzusetzen.“
Der Schleifton (Tonakzent 2) ist charakterisiert durch einen Tonhöhenverlauf und Druckverlauf, der oft bei einem hohen Ton mit hohen Druck beginnt, die beide schnell abfallen und danach etwas langsamer wieder ungefähr auf das Normalniveau steigen.
Das Besondere an diesen Tonakzenten ist, dass sie distinktiv sein können, d. h. in ihrer Lautfolge gleiche Wörter erhalten durch unterschiedliche Tonakzente auch unterschiedliche Bedeutung.
So bedeutet in der Kölner Mundart das Wort „Luus“ mit Tonakzent 1 gesprochen „schlau“, mit Tonakzent 2 gesprochen „Laus“. Das gilt im Dialekt von Nieukerk im Kreis Kleve etwa für „de Wääch“ (der Weg <Singular>) im Tonakzent 2 und „die Wääch“ (die Wege - <Plural>) im Tonakzent 1.
Der Wortakzentkontrast zwischen Tonakzent 1 und Tonakzent 2 ist auf drei Silbenarten beschränkt: auf Silben mit einem Langvokal, auf Silben mit einem Diphthong oder auf Silben mit einem Kurzvokal, dem ein konsonantischer Sonorant folgt (l, m, n, ŋ, r).
Generell zeichnen sich geschärfte Silben dadurch aus, dass sie ausgefallene Endsilben andeuten: So wird in der Kölner Mundart das Wort „Nas“ für hochdeutsch „Nase“ geschärft ausgesprochen, ganz im Gegensatz zum Wort „nass“ für hochdeutsch „nass“, welches ungeschärft ausgesprochen wird.
Ungeschärfte Wortsilben (Tonakzent 2) bezeichnet man in der traditionellen Literatur als „Schleifton“, „Zirkumflex“ oder „Trägheitsakzent“. Sie zeichnen sich durch eine langsame, schleppende und kontinuierlich fallende, steigende oder steigend-fallende zweigipflige Tonbewegung auszeichnet.
Der Grenzbereich zwischen dem nicht-distinktiven Tonakzent des Standarddeutschen und den kontrastiven Tonakzenten des „rheinischen Singsangs“ verlief durch das heutige Duisburger Stadtgebiet.

#### Charakterisierung des kleverländischen Akzents
Im Gebiet nördlich der Grenze beobachtete der Sprachwissenschaftler Jakob Ramisch ebenfalls einen wie im Ripuarischen vergleichbaren Tonakzent 2. Er beschrieb diesen Tonakzent 2 allerdings als monotoner, ebener und schien zum Tonakzent 2 (lediglich) zu neigen. Dieser Akzent wurde vom Sprachwissenschaftler Heinrich Neuse Anfang des 20. Jahrhunderts als „kleverländischer Accent“ bezeichnet:
„Das Wesen des kleverländischen Accentes besteht darin, dass der davon betroffene lange Vocal in zwei Teile zerlegt wird: der erste mit etwa 3/5 der Exspirationsdauer ist reinvocalig mit musikalischem Hochton, der zweite mit etwa 2/5 der Exspirationsdauer hat musikalischen Tiefton, die Qualität des Vocals bildet eine Übergangsstufe nach ɘ, in individueller Aussprache schwankend. Die Gesamtlänge des Vocals ist nicht etwa geringer als bei einfachen Längen, eher ist das Gegenteil der Fall. […]“
Der kleverländische Akzent kommt nur bei langen Vokalen, in geschlossener Silbe und im Wortauslaut vor.
Im heutigen Stadtgebiet Duisburgs fanden sich vor rund hundert Jahren sowohl Varietäten mit einem Kontrast zwischen Akzent 1 und 2 (rheinischer Akzent) als auch mit nichtdistinktivem Akzent (kleverländischer Akzent).
Laut Neuse verlief die Nordgrenze des „rheinischen Akzentes“ nördlich der Duisburger Altstadt und Styrum. In Mülheim, Styrum und Speldorf und im Duisburger Ratsdorf Duissern war die rheinische Schärfung noch deutlich ausgeprägt, in der Altstadt Duisburg merklich abgeschwächt, denn laut Neuse war das Duisburger Platt ursprünglich eine bergische Mundart wie das Mölmsch. Durch die Vereinigung der Reichsstadt Duisburg mit Kleve zeigte es starke Kleverländische Einflüsse, die besonders in der Altstadt Duisburg deutlich hervortraten, während die Dörfer der Stadt Duisburg weniger davon berührt waren.

### Lautsystem
Das Lautsystem des Duisburger Platt hatte Ähnlichkeiten mit dem (bergischen) Mölmsch der Nachbarstadt Mülheim an der Ruhr und wich vom nördlich und westlich liegenden Mundarten des Kleverländischen ab. Die folgende Darstellung folgt den Ausführungen Heinrich Neuses. Neuse benutzte allerdings die damals übliche Notation: das lateinische Alphabet mit diakritischen Zeichen. Kurze Vokale blieben unbezeichnet, Längen wurden durch einen Querstrich über dem Vokal angedeutet: ō. Offene Vokale erhielten ein unterhalb des Buchstaben ein Komma: ǫ. Die Laute der deutschen Schreibungen ö und ü wurden durch ø und y dargestellt.
Neuse erläuterte den Sprachstand der Mundart des heutigen Duisburger Stadtteils Aldenrade und verglich diesen mit den anderen Mundarten in einem statistischen Teil seines Buches, in dem er die jeweiligen Abweichungen der kleverländischen Mundarten untereinander aufführte.

#### Vokalsystem
Kennzeichnend für die Duisburger Mundart war die Dehnung der Vokale vor Zischlauten, z. B. waasche (waschen), waasse (wachsen) sowie die nicht vorhandene durchgängige im Kleverländischen übliche Ebnung von /ae/ zu /eˑ/ , /aʊ/ zu /oˑ/ und /øʏ/ zu /øˑ/ . Stattdessen lauteten die entsprechenden Laute in der Duisburger Mundart /æˑe̯/, / ɒˑo̯/ und / ɶˑʏ̯/. So hieß es im Duisburger Platt nicht Steen, sondern Stäin (Stein), Boum statt Boom (Baum) und Böum statt Bööm (Bäume).
Auch war der kleverländische Schwund von /v/, /h/,/ g/ und /d/ durch Ersatz von /j/ im Duisburger Platt nicht durchgängig vorhanden. So hieß es /riɘ/ statt /rijɘ/ (reiten), /ɡuˑɘ/ statt /ɡuˑjɘ/ (gute) wie im Ruhrorter Platt.
Apokopierte Wörter wurden wie im Ripuarischen geschärft ausgesprochen.
| Laut   | Beschreibung | Beispiel                                                                                     |
| ------ | --- | -------------------------------------------------------------------------------------------- |
| /⁠a⁠/    | kurzer, ungerundeter offener Vorderzungenvokal                                                                                    | wachten (warten), Nach (Nacht)                                                               |
| /⁠aː⁠/   | langer, ungerundeter offener Vorderzungenvokal                                                                                    | Vader (Vater), Water (Wasser), wahße (wachsen), wasche (waschen)                             |
| /⁠ɐ⁠/    | dumpfes etwas helles a, zwischen /⁠a⁠/ und /⁠ə⁠/                                                                                      | Wört (Wörter)                                                                                |
| /⁠ɛ⁠/    | kurzer, halboffener vorderer ungerundeter Vokal                                                                                   | Schepp (Schiff), trecke (ziehen), sägge (sagen), mäe (mähen)                                 |
| /⁠ɛː⁠/   | langer, offener ungerundeter Vokal                                                                                                | gäwe (geben), Wääk (Woche), Ääd (Erde), Pääd (Pferd), Kääl (Kerl, Mann), sähs (sechs)        |
| /⁠ə⁠/    | kurzer, halboffener vorderer ungerundeter Vokal                                                                                   | schlohpe (schlafen), schriewe (schreiben), tefree [təˈfreə]                                  |
| /⁠e⁠/    | kurzer, geschlossener vorderer ungerundeter Vokal                                                                                 | ek (ich), drenke (trinken), mech (mich, mir) , geng [χeŋ] (ging), met (mit)                  |
| /⁠eː⁠/   | langer, geschlossener vorderer ungerundeter Vokal                                                                                 | Schweel (Schwiele), Deesch (Tisch), Deen (Dirne), deht (tat)                                 |
| /⁠i⁠/    | kurzer, geschlossener vorderer ungerundeter Vokal                                                                                 | vermie (vermieten) , rie (reiten), Win (Wein), kinn (kein)                                   |
| /⁠iː⁠/   | langer, geschlossener vorderer ungerundeter Vokal                                                                                 | fief (fünf) , Rieg [riːχ] (Reihe), sihn (sehen)                                              |
| /⁠ɔ⁠/    | kurzer, offener hinterer gerundeter Vokal                                                                                         | kott (kurz), groff (grob), loss (lose)                                                       |
| /⁠ɔ:⁠/   | langer, offener hinterer gerundeter Vokal                                                                                         | Stroot (Straße), schlohpe (schlafen) , Poht (Pforte, Tür), Soterdag (Samstag), Dosch (Durst) |
| /⁠o⁠/    | kurzer, geschlossener hinterer gerundeter Vokal                                                                                   | ock (auch, neben: uck, ouck)                                                                 |
| /⁠oː⁠/   | langer, geschlossener hinterer gerundeter Vokal                                                                                   | Hoond (Hund), gefoonde (gefunden), koom (kam)                                                |
| /⁠œ⁠/    | kurzer, offener vorderer gerundeter Vokal                                                                                         | Pött (Töpfe), Söster (Schwester), Dörpel (Türschwelle)                                       |
| /⁠œː⁠/   | langer, offener vorderer gerundeter Vokal                                                                                         | Höhnder(Hörner), wöhd (wird) , dou böß (du bist)                                             |
| /⁠ø⁠/    | kurzer, geschlossener vorderer gerundeter Vokal                                                                                   | hönn (Hunde), kömp (kommt)                                                                   |
| /⁠øː⁠/   | langer, geschlossener vorderer gerundeter Vokal                                                                                   | över (über), Möhl (Mühle), gröter [χøːtɐ] (größer)                                           |
| /⁠u⁠/    | kurzer, geschlossener Hinterzungenvokal                                                                                           | uck (auch), Brur (Bruder), gue [χuˑə] (gute), suppe (saufen)                                 |
| /⁠uː⁠/   | langer, geschlossener hinterer gerundeter Vokal                                                                                   | Hus (Haus), bruke (brauchen), Buk (Buch), Duweschlag (Taubenschlag), ut (aus)                |
| /⁠y⁠/    | kurzer, geschlossener vorderer gerundeter Vokal                                                                                   | Büll (Beule), bedüe (bedeuten), lüe (lügen), Strücker (Sträucher)                            |
| /⁠yː⁠/   | langer, geschlossener vorderer gerundeter Vokal                                                                                   | Lüs (Läuse), Müs (Mäuse), Hüser (Häuser)                                                     |
| /⁠æˑe̯⁠/  | fallender Diphthong aus offenem hellem a, zwischen a und ä und halbgeschlossenem vorderen ungerundetem Vokal                      | klein (klein), Klejer (Kleider), meine (meinen), ein (eins), Fleisch (Fleisch)               |
| /⁠ɪˑi̯⁠/  | fallender Diphthong aus offenem und geschlossenem i                                                                               | schniee (schneien), bi (bei), mi (Kurzform mich/mir), tid (Zeit)                             |
| /⁠ɒˑo̯⁠/  | fallender Diphthong aus offenem hinterem gerundeten Vokal und halbgeschlossenem hinterm vorderen gerundetem Vokal                 | loupe (laufen), Boum (Baum), ouck (auch - betont), Frou (Frau)                               |
| /⁠ɶˑʏ̯⁠/  | fallender Diphthong aus offenem gerundetem vorderen Vokal ö und gerundetem zentralisiertem fast geschlossenem Vorderzungenvokal ü | Bäum (Bäume), gläuwe (glauben), däue (tauen)                                                 |
| /⁠aɪˑi̯⁠/ | fallender Triphthong aus kurzem hellem a, geschlossenem und offenem i                                                             | Eii (Ei), Klaii (Lehm)                                                                       |

#### Konsonantensystem
Anlautendes s war stimmlos: /⁠s⁠/. Das Wort „Söster“ wurde also wie im Mölmsch mit „scharfem s“ gesprochen.
Das im Hochdeutschen anlautende /⁠g⁠/ wurde wie im Mölmsch anlautend /⁠x⁠/ gesprochen, d. h. als velarer Reibelaut zwischen den hochdeutschen Lauten in „ach“ und „ich“.

### Artikel
Analog zur „Bdht-klinkerregel“ in den niederländischen Dialekten Flämisch, Brabantisch und Limburgisch haben die männlichen Artikel vor den Konsonanten b, d, h, t, z und vor Vokalen ein Endungs-n.
In den meisten Fällen wird der Dativ nicht kenntlich gemacht, sondern man erkennt das Dativ-Objekt nur im Zusammenhang oder eine Präposition wird benutzt.
|           | Zählbare Substantive | Zählbare Substantive | Zählbare Substantive | Zählbare Substantive | Unzählbare Substantive aller Genera |
|           | Singular             | Singular             | Singular             | Plural               | Unzählbare Substantive aller Genera |
| Kasus     | maskulin             | feminin              | neutral              | Plural               | Unzählbare Substantive aller Genera |
| --------- | -------------------- | -------------------- | -------------------- | -------------------- | ----------------------------------- |
| Nominativ | enne(n)              | en                   | en                   | ∅                    | ∅                                   |
| Genitiv   | van enne(n)          | van en               | van en               | ∅                    | ∅                                   |
| Dativ     | enne(n)              | en                   | en                   | ∅                    | ∅                                   |
| Akkusativ | enne(n)              | en                   | en                   | ∅                    | ∅                                   |

|           | Singular        | Singular        | Singular         | Plural          |
| Kasus     | maskulin        | feminin         | neutral          | Plural          |
| --------- | --------------- | --------------- | ---------------- | --------------- |
| Nominativ | dä, dän         | de, die         | dat              | de, die         |
| Genitiv   | van dä, van dän | van de, van die | van dat , van et | van de, van die |
| Dativ     | dä, dän         | de, die         | dat, et          | de, die         |
| Akkusativ | dä, dän         | de, die         | dat              | de, die         |

### Konjugation
| Präsens                    | Präsens        | Präsens     | Präsens    | Präsens                    | Präsens    | Präsens                |
|                            | Singular       | Singular    | Singular   | Plural                     | Plural     | Plural                 |
| Infinitiv                  | 1. Person      | 2. Person   | 3. Person  | 1. Person                  | 2. Person  | 3. Person              |
| -------------------------- | -------------- | ----------- | ---------- | -------------------------- | ---------- | ---------------------- |
| sinn (sein)                | (ek) bön       | (dou) böß   | (hä) ös/es | (wie/we) send              | (chi) sitt | (se) send              |
| häbbe(n) /häwwe(n) (haben) | (ek) heff/hebb | (dou) häs   | (hä) hätt  | (wie/we) häbbe(n)/häwwe(n) | (chi) hätt | (se) häbbe(n)/häwwe(n) |
| make(n) (machen)           | (ek) maak      | (dou) mäcks | (hä) mäck  | (wie/we) make(n)           | (chi) maak | (se) make(n)           |
| wete(n) (wissen)           | (ek) weet      | (dou) weez  | (hä) weet  | (wie/we) wete(n)           | (chi) weet | (se) wete(n)           |

| Präteritum        | Präteritum | Präteritum  | Präteritum | Präteritum        | Präteritum | Präteritum    |
|                   | Singular   | Singular    | Singular   | Plural            | Plural     | Plural        |
| Infinitiv         | 1. Person  | 2. Person   | 3. Person  | 1. Person         | 2. Person  | 3. Person     |
| ----------------- | ---------- | ----------- | ---------- | ----------------- | ---------- | ------------- |
| sinn (sein)       | (ek) wor   | (dou) wors  | (hä) wor   | (wie/we) wore(n)  | (chi) wort | (se) wore(n)  |
| häbbe(n) (haben)  | (ek) had   | (dou) hads  | (hä) had   | (wie/we) hadde(n) | (chi) had  | (se) hadde(n) |
| make(n) (machen)  | (ek) miek  | (dou) mieks | (hä) miek  | (wie/we) mieke(n) | (chi) miek | (se) mieke(n) |
| weete(n) (wissen) | (ek) woos  | (dou) woos  | (hä) woos  | (wie/we) wosde(n) | (chi) woos | (se) wosde(n) |

### Zahlwörter
| Wert | Kardinalzahl  | Ordnungszahl     | Iterativ           |
| ---- | ------------- | ---------------- | ------------------ |
| 1    | een           | erschte          | eimohl, eens, öhs  |
| 2    | twee          | tweede           | tweemohl           |
| 3    | drej          | drädde           | dreemohl           |
| 4    | vier          | vierde           | viermohl           |
| 5    | fief          | fiefde           | fiefmohl           |
| 6    | sähs          | sähsde           | sähsmohl           |
| 7    | sehwe(n)      | sehwende         | sehwemohl          |
| 8    | ach           | achsde           | achmohl            |
| 9    | ne(g)e(n)     | ne(ge)nsde       | ne(ge)nmohl        |
| 10   | tien          | tiensde          | tienmohl           |
| 11   | ällef         | ällefsde         | ällefmohl          |
| 12   | twelf         | twelfde          | twelfmohl          |
| 13   | dertien       | dertiensde       | dertienmohl        |
| 14   | vertien       | vertiensde       | vertienmohl        |
| 15   | fieftien      | fieftiensde      | fietienmohl        |
| 16   | sähstien      | sähsstiensde     | sähstienmohl       |
| 17   | söhwe(n)tien  | söhwe(n)tiensde  | söwe(n)tienmohl    |
| 18   | achtien       | achtiensde       | achtienmohl        |
| 20   | twentech      | twentechsde      | twentechmohl       |
| 21   | eenontwentech | eenontwintechsde | eenontwintechgmohl |
| 30   | dertech       | dertechsde       | deetechmohl        |
| 40   | vertech       | vertechsde       | vertechmohl        |
| 50   | fieftech      | fieftechsde      | fieftechmohl       |
| 60   | sähstech      | sähstechsde      | sähstechmohl       |
| 70   | sähwetech     | sähwetechsde     | sähwetechmohl      |
| 80   | achtech       | achtzechsde      | achtzechmohl       |
| 90   | ne(ge)nzech   | ne(ge)enzechde   | ne(ge)ntechmohl    |
| 100  | hondert       | hondertsde       | hondertmohl        |
| 1000 | dousent       | dousentsde       | dousentmohl        |

### Wortbeispiele
| Duisburger Platt       | Hochdeutsch             | Anmerkung                                                              |
| Beschütt               | Keks                    | nl.: beschuit                                                          |
| Beus                   | Jacke                   | nl.: wambuis                                                           |
| bott                   | grob, rau               |                                                                        |
| De Borch               | der Burgplatz           | ursprünglicher Ort der Duisburger Kaiserpfalz und Zentrum der Altstadt |
| butten                 | draußen                 | nl.: buiten                                                            |
| Bux                    | Hose                    |                                                                        |
| Denslake               | Dinslaken               | Stadt in NRW, nördlich von Duisburg                                    |
| Döhr                   | Tür                     | nl.: deur                                                              |
| Driet, Drietkes, Driss |                         | Exkremente, dummes Zeug                                                |
| Dürpel                 | Türschwelle             | nl.: durpel                                                            |
| döije(n)               | schieben, drücken       | nl.: duwen                                                             |
| Erpel                  | Kartoffel               | nl.: aardappel, (Brabantisch: er(re)pel)                               |
| Hipp                   | Ziege                   |                                                                        |
| Keckwosch              | Frosch                  | nl.: kikvors                                                           |
| moi                    | schön                   | nl.: mooi                                                              |
| Mosterpot              | Senftopf                | nl.: mosterdpot                                                        |
| Möss                   | Spatz                   | nl.: mus (/mys/)                                                       |
| Mostert                | Mostert, Mostrich, Senf | nl.: mosterd                                                           |
| Ölk                    | Zwiebel                 |                                                                        |
| Ollich                 | Öl                      |                                                                        |
| op                     | auf                     | nl.: op                                                                |
| Örtskes                | Essensreste             |                                                                        |
| Pannas                 |                         | in der Pfanne knusprig Gebackenes                                      |
| Pock, Pöckske          | Schwein, Schweinchen    |                                                                        |
| rake(n)                | berühren                | nl: aanraken, mittelhochdeutsch: anrecken                              |
| Rhin                   | Rhein                   |                                                                        |
| Schol                  | Schule                  | nl.: school                                                            |
| (üt)sien               | (aus)sehen              | nl.: (uit)zien                                                         |
| Söster                 | Schwester               | nl.: zuster                                                            |
| stohn, stong           | stehen, stand           | nl.: staan, stond (Brabantisch: staon, stong)                          |
| Tönbank                | Auslage (Geschäft)      | nl.: toonbank                                                          |
| trecke(n)              | ziehen                  | nl.: trekken                                                           |
| vandaach               | heute                   | nl.: vandaag                                                           |
| Venüss                 | Ofen                    | nl.: fornuis                                                           |
| verschpraije(n)        | ausbreiten              | nl.: verspreiden                                                       |
| vertelle(n)            | erzählen                | nl.: vertellen                                                         |
| Wahnem                 | Wanheim                 | Duisburger Stadtteil                                                   |
| wasse(n)               | waschen                 | nl.: wassen                                                            |
| Wottel                 | Wurzel                  | nl.: wortel                                                            |

## Satzbeispiele
Wellem van der Weppe wor all fis op Johre, as hä sech en Frau nohm. Hä wor ömmer
en betzke vörsechtig en allem.
„Jezz bös do noch los on ledig,“ sagg hä sich, as hä fiefonvertig Johr old wor,
„on wezz, wat do häss, ävver wat do kriggs, wenn do dich en Frau an den Hals
hängs, dat wezz do noch lang nit!“
(Wilhelm van der Weppe war schon alt an Jahren, als er sich eine Frau nahm. Er war immer
ein bisschen vorsichtig in allem.
„Jetzt bist du noch frei und ledig,“ sagte er sich, als er fünfundvierzig Jahre alt war,
„und weißt, was du hast, aber was du bekommst, wenn du dir eine Frau an den Hals
hängst, das weißt du noch lang nicht!“)
„Nun komm einmal her, mein Sohn!“
„Bös do de Lehrer?“ „Ja, mein Junge, der bin ich.“
„Ek woll hier en de Schol! Ävver ek bön allein. Vader mot arbeie, on Moder es wasche, on os
Drütt sag, ek kös allein gohn.“
„Wenn es Drütt?“ frogte nu de Lehrer, den ensog, dat hä met Düsbergsch Platt weherköm.
„Drütt? Dat es min Söster!“
„Ah so! Dann komm ma es hier on segg, wie do hits on wann de gebore bös. Dat mot alles hier in
de Less.“
„Ek hitt Pitt Schmetz on wohn op de Möschenberg. Min Vader arbeit op de Schnittmöhl an de Kanal.
Den Empschinn hebb ek nit; Moder sagg, me kös et noch an de Arme sihn on helpe deht et doch
ner! En Tafel krieg ek Soterdag, dann krieg Vader Geld.“
(„Nun komm einmal her, mein Sohn!“
„Bist du der Lehrer?“ „Ja, mein Junge, der bin ich.“
„Ich will hier in die Schule. Aber ich bin allein. Vater muss arbeiten, und Mutter wäscht gerade, und
unsere Drütt (‚Gertrud‘) sagt, ich könnte alleine gehen.“
„Wer ist Drütt?“ fragte nun der Lehrer, der einsah, dass er mit Duisburger Platt weiterkomme.
„Drütt? Das ist meine Schwester!“
„Ach so! Dann komm einmal her und sag, wie du heißt und wann du geboren bist. Das muss alles hier
in das Schulbuch.“
„Ich heiße Peter Schmitz und ich wohne auf dem Möschenberg („Spatzenberg“). Mein Vater arbeitet
im Sägewerk am Kanal.
Den Impfschein habe ich nicht; Mutter sagte, wir können es noch an den Armen sehen und helfen tat es doch eh nie! Eine Schreibtafel bekomme
ich am Samstag, dann bekommt Vater Geld.“)
Duisburg-Ruhrorter Platt
Friedachs wohr Baadedach
Moder miek Kätels on Pött met Water op de
Ohwend heet, holne de Zinkwann üt de Keller,
dee de Gummischörz ömm on dann ging et
loss.
Di Kernseep wohr för min Ooge fies, na - je
weht dat secher sälvs. Ek schwomm, de Moder
schwomm on de Köhk schwomm voll Water on
de Wann - wohr faß lähch.
Do min Knök en betge spledderich wohre, hät
Dr. Born gesäch, ek möss en Viehsalz baaje,
dat wöhr wie Meerwater on dee de Knök
stärke.
Ek säch Jo: Wet ma ass Kend so alles
metmaake mot.
Freitags war Badetag
Mutter machte Kessel und Töpfe mit Wasser
auf dem Ofen heiß, holte die Zinkwanne aus
dem Keller, tat sich die Gummischürze um und
dann ging es los.
Die Kernseife war für meine Augen unangenehm,
na - du weißt das sicher selbst. Ich
schwamm, die Mutter schwamm, die Küche
schwamm voll Wasser und die Wanne - war
fast leer.
Weil meine Knochen ein bißchen schwach
entwickelt waren, hatte der Dr. Born gesagt,
ich müsse in Viehsalz baden, das sei wie
Meerwasser und stärke die Knochen.
Ich sag ja: Was man als Kind so alles
mitmachen muß.

### Das „Vater unser“
| Hochdeutsch Vater unser im Himmel, Geheiligt werde dein Name. Dein Reich komme. Dein Wille geschehe, Wie im Himmel so auf Erden. Unser tägliches Brot gib uns heute. Und vergib uns unsere Schuld, Wie auch wir vergeben Unseren Schuldigern. Und führe uns nicht in Versuchung, Sondern erlöse uns von dem Bösen. Denn dein ist das Reich und die Kraft Und die Herrlichkeit in Ewigkeit. Amen. | Düsbergsch Ons Vader ennen Hemmel, din naam holde we heilech Din Riek sall komme din Welle sall geschiee so ass en de Hemmel so ass op dän Äad on gääw os vandaach ons dächlech Brood on vergääw os ons Schöld, so ass wie ok vergäwwe dän, dä schöldech es. On höje os vör dat Schläche, on befrie os van dän Düwel. denn dou böß dä Heer on de Kraf on de Heerlechheid en Ewechheid. Amen |